# Рябека Олександр Григорович
Олекса́ндр Григо́рович Рябе́ка (нар. 26 листопада 1959, м. Овруч, Житомирська область,
Українська РСР, СРСР) — український політик, громадський діяч, Народний депутат України V, VI скликань.

## Освіта
- 1976 р. — закінчив середню школу № 2 в м. Овруч.
- 1980 р. — закінчив Кам'янець-Подільське Вище військове інженерне командне училище за спеціальністю інженер-механік.
- 1985 р. — закінчив Вищі курси військової контррозвідки .
- 1991 р. — закінчив Вищу школу органів державної безпеки.
- 2011 р. — захистив дисертацію та здобув науковий ступінь кандидата політичних наук в Національному педагогічному університеті імені М. П. Драгоманова
- 2017 р. — захистив дисертацію та здобув науковий ступінь доктор філософських наук в Національному педагогічному університеті імені М. П. Драгоманова

## Трудова діяльність
- 1976 — 1984 рр. — проходив службу в Збройних силах у Прикарпатському та Білоруському військових округах.
- З 1984 по 1996 рік працював в органах державної безпеки, в тому числі в Забайкальському військовому окрузі. Обіймав керівні посади в спецпідрозділах по боротьбі з організованою злочинністю і корупцією та спеціальних заходів військової контррозвідки Служби безпеки України
- У 1995—1996 роках виконував спеціальні завдання у складі миротворчих сил у республіках колишньої Югославії. Військове звання — полковник.
- З 1994 по 2006 рік помічник-консультант народного депутата України, консультант комітету Верховної Ради України з питань боротьби з організованою злочинністю і корупцією.
- З 2006 по 2012 роки — народний депутат України V, VI скликань. Член депутатської фракції "Блок Юлії Тимошенко — «Батьківщина». Голова підкомітету з питань законодавчого забезпечення антикорупційної політики та контролю за дотриманням прав громадян, взаємодії з громадськими та іншими організаціями Комітету Верховної Ради України з питань боротьби з організованою злочинністю і корупцією.
- У 2008–2010 роках — радник Прем'єр-міністра України на громадських засадах.
- З 2012 по 2014 роки — позаштатний радник заступника Голови Верховної Ради України.
- З жовтня 2012 року — викладач, з вересня 2013 року — доцент кафедри управління, інформаційно-аналітичної діяльності та євроінтеграції НПУ ім. М. П. Драгоманова.
- З 2016 року — співзасновник юридичної компанії ТОВ "Міжнародна компанія «ВІП консалтінг».

Громадська і політична діяльність
- З 1996 року — заступник, а з 2002 року — голова Правління ВГО «Асоціація „Афганці“ Чорнобиля».
- З 1993 року — член центральної Ради ВГОІ «Союз Чорнобиль України».
- З 2006 року — член ВО «Батьківщина».
- У 2013–2015 рр. — член ЦКРК ВО «Батьківщина».
- З 2012 по 2016 роки — радник голови Правління, Голова Правління ВГО «Всеукраїнська Спеціальна Колегія з питань боротьби з корупцією та організованою злочинністю».
- З 2013 року — член Глобальної організації парламентаріїв проти корупції (GOPAC).
- З 2016 року — член Правління Чорнобильської асоціації народних депутатів України.

## Учасник
Ліквідації наслідків аварії на ЧАЕС та бойових дій.

## Сім'я
- Мати — Рябека Єва Рафаїлівна (1934 р.н.).
- Дружина — Рябека Євгенія Олександрівна, 1983 р.н., адвокат. Радник з юридичних питань  Головнокомандувача Збройних Сил України[3], кандидат філософських наук (PhD).
- Сини — Сергій (1982 р.н.), Павло (1984 р.н.), Лев (2010  р.н.), Олександр (2017 р.н.).
- До́нька — Марія (2006 р.н.).

## Державні нагороди
- Орден «За заслуги» III ст. (2004), II ст. (2009)
- Медаль «Захиснику Вітчизни» (1999)
- Медаль «За бойові заслуги» (1981)
- Відзнака Президента України «Іменна вогнепальна зброя» (2001)
- Нагрудний знак «За розмінування» (1981)
- Почесна грамота Верховної Ради України(2004)
- Почесна грамота Кабінету Міністрів України (2009)

## Почесні звання
•З 2005 року — Почесний Президент ВГО "Всеукраїнська федерація «СПАС»